# 2005–2006-os négysánc-verseny
A 2005–2006-os négysánc-verseny, a 2005–2006-os síugró-világkupa részeként került megrendezésre, melyet hagyományosan Oberstdorfban, Garmisch-Partenkirchenben (Németország), valamint Innsbruckban és Bischofshofenben (Ausztria) tartottak 2005. december 28. és 2006. január 6. között.
A torna győztesei a finn Janne Ahonen és a cseh Jakub Janda lettek, miután négy versenyt követően mindketten 1081.5 pontot szereztek. A bronzérmes a norvég Roar Ljøkelsøy lett.

## Eredmények

### Oberstdorf
Schattenbergschanze HS 137

2005. december 28-29.
| Helyezés | Név                 | Pontok |
| -------- | ------------------- | ------ |
| 1        | Janne Ahonen        | 270.9  |
| 2        | Roar Ljøkelsøy      | 268.4  |
| 3        | Jakub Janda         | 262.6  |
| 4        | Okabe Takanobu      | 260.8  |
| 5        | Matti Hautamäki     | 258.0  |
| 6        | Andreas Widhölzl    | 248.1  |
| 7        | Georg Spaeth        | 245.3  |
| 8        | Simon Ammann        | 244.8  |
| 9        | Michael Uhrmann     | 244.4  |
| 10       | Bjørn Einar Romøren | 243.8  |

### Garmisch-Partenkirchen
Große Olympiaschanze HS 142

2005. december 31. - 2006. január 1.
| Helyezés | Név             | Pontok |
| -------- | --------------- | ------ |
| 1        | Jakub Janda     | 264.7  |
| 2        | Janne Ahonen    | 262.2  |
| 3        | Matti Hautamäki | 260.3  |
| 4        | Andreas Küttel  | 259.8  |
| 5        | Roar Ljøkelsøy  | 249.8  |
| 6        | Andreas Kofler  | 248.9  |
| 7        | Michael Uhrmann | 246.6  |
| 8        | Simon Ammann    | 242.9  |
| 9        | Georg Spaeth    | 240.8  |
| 10       | Okabe Takanobu  | 238.6  |

### Innsbruck
Bergiselschanze HS 130

2006. január 3-4.
| Helyezés | Név                 | Pontok |
| -------- | ------------------- | ------ |
| 1        | Lars Bystøl         | 264.7  |
| 2        | Jakub Janda         | 263.2  |
| 3        | Bjørn Einar Romøren | 258.1  |
| 4        | Thomas Morgenstern  | 257.6  |
| 5        | Roar Ljøkelsøy      | 256.9  |
| 6        | Janne Ahonen        | 255.4  |
| 7        | Andreas Küttel      | 255.2  |
| 8        | Okabe Takanobu      | 253.8  |
| 9        | Kaszai Noriaki      | 251.7  |
| 10       | Rok Benkovič        | 251.4  |

### Bischofshofen
Paul-Ausserleitner-Schanze HS 142

2006. január 5-6.
| Helyezés | Név                 | Pontok |
| -------- | ------------------- | ------ |
| 1        | Janne Ahonen        | 293.0  |
| 2        | Jakub Janda         | 291.0  |
| 3        | Roar Ljøkelsøy      | 282.0  |
| 4        | Andreas Küttel      | 277.7  |
| 5        | Bjørn Einar Romøren | 265.8  |
| 6        | Okabe Takanobu      | 264.6  |
| 7        | Alexander Herr      | 262.0  |
| 8        | Thomas Morgenstern  | 257.6  |
| 9        | Andreas Widhölzl    | 256.6  |
| 10       | Andreas Kofler      | 255.9  |

## Végeredmény
Összetett végeredmény
| Helyezés | Név                 | Oberstdorf | Garmisch-Partenkirchen | Innsbruck | Bischofshofen | Pontok |
| -------- | ------------------- | ---------- | ---------------------- | --------- | ------------- | ------ |
| 1        | Janne Ahonen        | 1.         | 2.                     | 6.        | 1.            | 1081.5 |
| 1        | Jakub Janda         | 3.         | 1.                     | 2.        | 2.            | 1081.5 |
| 3        | Roar Ljøkelsøy      | 2.         | 5.                     | 5.        | 3.            | 1057.1 |
| 4        | Andreas Küttel      | 20.        | 4.                     | 7.        | 4.            | 1022.9 |
| 5        | Matti Hautamäki     | 5.         | 3.                     | 15.       | 15.           | 1018.0 |
| 6        | Okabe Takanobu      | 4.         | 10.                    | 8.        | 6.            | 1017.8 |
| 7        | Bjørn Einar Romøren | 10.        | 16.                    | 3.        | 5.            | 997.9  |
| 8        | Andreas Kofler      | 15.        | 6.                     | 11.       | 10.           | 992.8  |
| 9        | Kaszai Noriaki      | 13.        | 12.                    | 9.        | 11.           | 981.5  |
| 10       | Georg Spaeth        | 7.         | 9.                     | 13.       | 22.           | 976.7  |